# NGC 5413
NGC 5413 (други обозначения – UGC 8901, MCG 11-17-12, ZWG 317.12, NPM1G +65.0100, PGC 49677) е елиптична галактика (E) в съзвездието Дракон.
Обектът присъства в оригиналната редакция на „Нов общ каталог“.